# Opisthoxia amabilaria
Opisthoxia amabilaria är en fjärilsart som beskrevs av Jacob Hübner 1825. Opisthoxia amabilaria ingår i släktet Opisthoxia och familjen mätare. Inga underarter finns listade i Catalogue of Life.